# Etapă determinantă de viteză
În cinetica chimică, termenul de etapă determinantă de viteză (cunoscută și ca etapă limitantă de viteză) se referă la etapa care se desfășoară cu viteza cea mai mică (cea mai lentă) dintr-o reacție chimică înlănțuită.

## Utilizare
În teorie, concentrațiile reactanților și produșilor de reacție pot fi determinate dacă se cunosc ecuații de viteză simultane pentru etapele individuale ale mecanismului. Totuși, este dificil să se interpreteze astfel de rezultate, deoarece apare necesitatea rezolvării unor ecuații diferențiale sau chiar integrare numerică. Astfel, prin folosirea etapei determinante de viteză se simplifică calculele matematice. În cazul ideal și simplificat, etapa inițială de reacție este cea mai lentă, caz în care viteza totală a procesului este considerată a fi viteza primei etape.